# Leitra

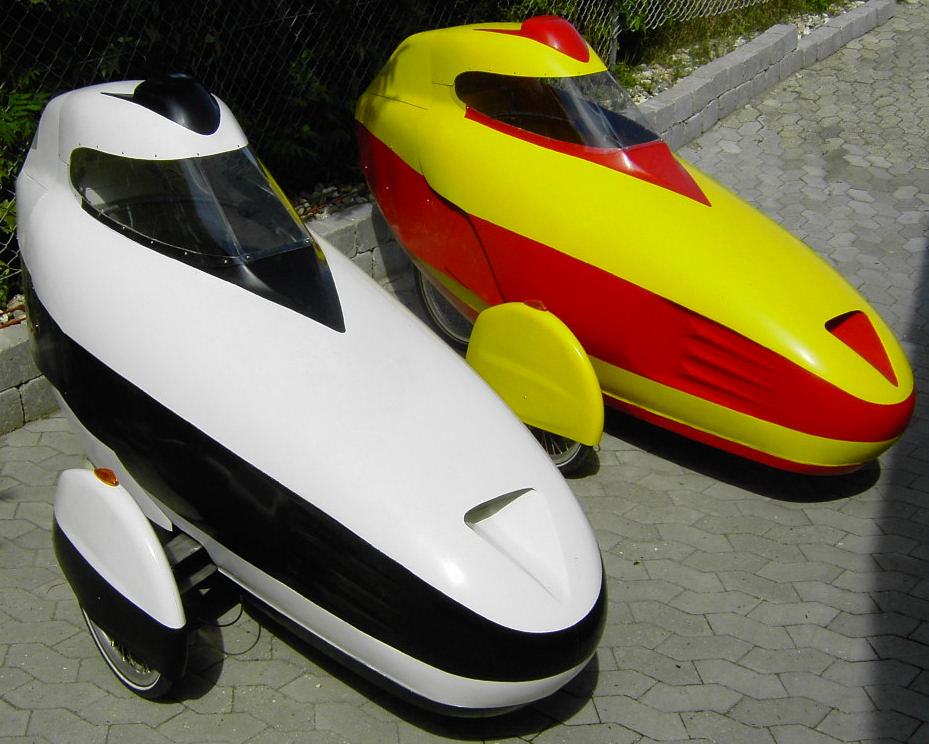
Leitra

Leitra je značka velomobilů vyráběných stejnojmennou dánskou společností. Carl Georg Rasmussen vytvořil první prototyp  v roce 1980, od roku 1983 běží komerční výroba. 
V základu se jedná o lehotříkolku typu delta (dvě kola vpředu, jedno vzadu) na dvacetipalcových kolech doplněnou laminátovou kapotáží. Konkrétní vybavení a rozměry bývají do značné míry přizpůsobeny požadavkům zákazníka, ale obvyklá hmotnost je ke 30 kilogramům a délka se blíží metru a půl. Mezi standardní vybavení patří odpružení všech kol, bubnové brzdy u předních kol a brzda na ráfku u zadního kola, světlomet a směrovky napájené 6V akumulátorem a 3x8 převodů. Za příplatek je možné nechat postavit Leitru se zapouzdřenou planetovou převodovkou Rohloff Speedhub nebo  s 12V elektronickým systémem.